# 利重剛
利重 剛（りじゅう ごう、1962年7月31日 - ）は、日本の俳優、映画監督。クォータートーン所属。芸名は自身の祖父の名である「利重（とししげ）」からとった。
神奈川県横浜市鶴見区出身。成蹊高等学校卒業、成蹊大学中退。母は小山内美江子。妻は元プリンセス プリンセスの今野登茂子。作家の鷺沢萠は元妻。

## 来歴・人物
高校時代、母が『3年B組金八先生』の脚本を執筆することになり、友人たちを集めて話し合いの場を作り、実際の10代の率直な意見として母に数々の助言をした。
1981年、自主製作映画『教訓I』が、ぴあフィルムフェスティバルに入選（同年の入選者には黒沢清、松岡錠司、緒方明、手塚眞らがいる）。同年、『近頃なぜかチャールストン』のプロットを岡本喜八に持ち込み、映画化され、主演・共同脚本・助監督を務める。監督の一声で集まった超豪華俳優陣と堂々と渡りあう芝居で中井英夫らの賛辞を受けた。1996年には『BeRLiN』で日本映画監督協会新人賞を受賞。2001年の『クロエ』はベルリン映画祭に出品された。
ドラマデビューは『父母の誤算』（無表情・無感動の不気味な高校生、高井洋二役）。

## 監督・脚本作品

### 映画
- 教訓I
- 見えない
- 近頃なぜかチャールストン（1981年） - 脚本・助監督・主演
- ザジ ZAZIE（1989年）
- ピノキオ√964（1991年） - 脚本協力
- エレファント・ソング（1994年）[5]
- BeRLiN（ベルリン）（1995年）
- クロエ（2001年）
- 帰郷（2004年） - 脚本
- 決心をすること（2008年）
- さよならドビュッシー（2013年）
- おばあちゃんの秘密（2026年公開予定）[6]

### テレビドラマ
- 私立探偵 濱マイク（2002年、読売テレビ）第12話
- 恋する日曜日（2003年、BS-i）第9話・第26話
- タイムリミット（2003年、TBS）

### CM
- 東京海上
- ジャックスカード
- 日本生命
- [[クラシアン❳❳

## 出演

### テレビドラマ

#### NHK
- 連続テレビ小説
  - マー姉ちゃん（1979年）
  - やんちゃくれ（1998年） - 木暮勇 役
  - とと姉ちゃん（2016年） - 東堂泰文 役
  - ちむどんどん（2022年） - 権田正造 役
  - ブギウギ（2023年） - 大林林太郎 役[7]
- 大河ドラマ
  - 徳川家康（1983年） - 豊臣秀頼 役
  - 風林火山（2007年） - 成田長泰 役
  - 龍馬伝（2010年） - 真木和泉 役
- 十時半睡事件帖（1994年） - 柿谷一馬 役
- 衛星ドラマ劇場 ビタミンF（2002年） - 孝夫の友人 役
- 蝉しぐれ（2003年） - 青木孫蔵 役
- 菊亭八百善の人びと（2004年） - 杉山秀太郎 役
- 坂の上の雲（2009 - 2011年） - 栗野慎一郎 役
- 時々迷々（2010年） - 北村監督 役
- 土曜ドラマ
  - ジャッジ 〜島の裁判官奮闘記〜（2007 - 2008年） - 安田判事 役
  - トップセールス（2008年） - 山村専務 役
  - 監査法人（2008年） - 宮島恭一 役
  - ひきこもり先生 Season2（2022年12月17日 - 12月24日〈予定〉） - 盛岡喜一校長 役
- 気骨の判決（2009年） - 末松和之 役
- 全力離婚相談（2015年） - 稲垣賢哉 役
- 経世済民の男（2015年） - 近衛文麿 役
- 百合子さんの絵本 〜陸軍武官・小野寺夫婦の戦争〜（2016年）
- NHKスペシャル「原発メルトダウン 危機の88時間」（2016年3月13日、総合）※再現ドラマ[8]
- ブランケット・キャッツ（2017年） - 葉山高志 役
- 山女日記（2017年） - 中野義男 役
- 風の市兵衛 SP（2020年） - 中村季承 役
- 一億円のさようなら 第2 - 5話（2020年10月4日 - 25日、BSプレミアム・BS4K） - 菅原伸一 役

#### 日本テレビ
- 火曜サスペンス劇場 暗い循環（1982年）- 浅川直 役
- はだかの刑事（1993年）
- 静かなるドン（1994年）
- 金田一少年の事件簿（1995-1996年） - いつき陽介 役
- レッツ・ゴー!永田町（2001年） - 岩原伸光 役
- 私立探偵濱マイク（2002年）
- メッセージ〜言葉が裏切っていく〜（2003年） - 夏ミチオ 役
- セレンディップの奇跡（2007年） - マスター 役
- 怪盗 山猫（2016年） - 森田公康 役
- リバーサルオーケストラ（2023年） - 谷岡丈雄 役

#### TBS
- 父母の誤算（1981年） - 高井洋二 役
- 親と子の誤算（1982年） - 真淵史郎 役
- 青が散る（1983年 - 1984年） - 和泉達雄 役
- 無邪気な関係（1984年） - 麦田ひろし 役
- 少女が大人になる時 その細き道 （1984年） - 阿部宏 役
- 親子ジグザグ（1987年） - 探偵 役
- 結婚できない!!（1999年）
- ヤマダ一家の辛抱（1999年） - 山田肇 役
- 3年B組金八先生（2001 - 2002年） - 立石良明 役
- タイムリミット （2003年6月25日、TBS） - 沼田班長 役 [9]
- 文學の唄 恋する日曜日（2005年） - 沢田昭夫 役
- ATARU（2012年） - 蛯名達夫 役
- 宮部みゆきミステリー パーフェクト・ブルー（2012年） - 秋末次郎 役
- 半沢直樹（2013年） - 野田英幸 役
- クロコーチ（2013年） - 柿崎清彦 役
- MOZU（2015年） - 神原昭人 役
- 神の舌を持つ男（2016年） - 岡田磯吉（煙草屋） 役
- インハンド（2019年） ‐ 瀬川幹夫 役
- 凪のお暇 第3話・第9話（2019年8月2日・9月13日） - 我聞慎介 役
- 月曜名作劇場
  - 「警視庁岡部班」（2017年） - 白神康隆 役
- この恋あたためますか（2020年） - 都築誠一郎 役[10]
- ユニコーンに乗って（2022年） - 須崎征一（功の父） 役
- 階段下のゴッホ（2022年9月20日 - 2022年11月8日） - 綿貫豊 役
- 王様に捧ぐ薬指（2023年） - 新田智宏 役[11]
- さよならマエストロ〜父と私のアパッシオナート〜 第2話（2024年1月21日） - 羽野鉄雄 役
- キャスター 第3話（2025年4月27日） - 高坂正一 役[12]

#### フジテレビ
- 帰って来た桃尻娘（1986年） - 利倉完二 役
- 奇跡の動物園〜旭山動物園物語〜（2006 - 2007年） - 矢部裕司 役
- HERO（2007年） - 鴨井正樹 役
- ガリレオ S1 第5話（2007年11月12日） - 会社員 役
- 大韓航空機爆破事件から20年 金賢姫を捕らえた男たち 〜封印された3日間〜（2007年） - 片倉大使 役
- 風のガーデン（2008年） - 内山医師 役
- サマヨイザクラ（2009年） - 九折真太郎 役
- チーム・バチスタ
  - チーム・バチスタ2 ジェネラル・ルージュの凱旋（2010年） - 三船大介 役
  - チーム・バチスタSP2011〜さらばジェネラル!天才救命医は愛する人を救えるか〜（2011年1月2日、関西テレビ） - 三船大介 役
  - チーム・バチスタ3 アリアドネの弾丸（2011年） - 三船大介 役
- 外交官・黒田康作（2011年） - 吉野公久 役
- すべてがFになる（2014年） - 山根幸宏 役
- ほんとにあった怖い話 「呪いの絵馬」（2016年） - 榎本義人 役
- 警視庁いきもの係（2017年） - 庄野一樹 役
- 赤と黒のゲキジョー
  - 黒い看護婦（2015年） - 村井 役
- 世にも奇妙な物語
  - 第2シリーズ「黒魔術」（1991年2月14日）
  - 第2シリーズ「切腹都市〜ハラキリシティ〜」（1991年5月30日）
  - '19秋の特別編「恋の記憶、止まらないで」（2019年11月9日） ‐ 中居賢治 役
  - '23秋の特別編「走馬灯のセトリは考えておいて」（2023年11月11日） - 小清水明宏 役[13]
- 竜の道 二つの顔の復讐者（2020年） - 小田嶋聡介 役
- アバランチ（2021年） - 郷原栄作 役
- めざましドラマ「めぐる。」（2021年12月6日 - 12月17日）[14]
- silent（2022年） - 佐倉隆司 役
- 三千円の使いかた（2023年1月7日 - 2月25日） - 御厨和彦 役[15]
- Re:リベンジ-欲望の果てに-（2024年4月11日 - 6月20日） - 高村実 役[16]
- 海のはじまり（2024年7月1日 - 9月23日） - 南雲翔平 役[17]
- 秘密〜THE TOP SECRET〜（2025年1月20日 - 4月7日） - 本城篤久（警察庁長官） 役[18]
- MADDER その事件、ワタシが犯人です（2025年4月11日 - 6月13日） - 司重彦 役[19]

#### テレビ朝日
- 土曜ワイド劇場 「西村京太郎トラベルミステリー11」（1987年）- 青木勤 役
- 歓喜の歌（2008年） - 松本進 役
- 相棒
  - season10 （2011年） - 栗田加寿実 役
  - season17 （2018年） - 鬼束鋼太郎 役
- ドラマスペシャル 家政婦は見た!（2014年） - 高橋弁護士 役
- ヘヤチョウ（2017年） - 池端宗二 役
- ハゲタカ（2018年） - 松平重久 役
- サイン-法医学者 柚木貴志の事件-（2019年） ‐ 下山益男 役
- 佐方貞人シリーズ（2019年） - 児島隆雄 役
- 特捜9 第4シリーズ（2021年） ‐ 高木主任 役
- 警視庁アウトサイダー （2023年）- 小山内幸三 役
- 警部補ダイマジン（2023年） - 今井編集長 役
- 離婚しない男-サレ夫と悪嫁の騙し愛- 第1話・第6話 - 最終話（2024年1月20日・2月24日 - 3月16日） - 岡谷茂 役

#### テレビ東京
- 怨み屋本舗（2009年） - 佐藤和也 役
- トラブルマン（2010年） - 田川 役
- 巨悪は眠らせない 特捜検事の標的（2017年10月4日） - 青山省吾 役
- きのう何食べた? 正月スペシャル2020（2020年1月1日）- 藤沢（印刷業）役
- ドラマBiz 行列の女神～らーめん才游記　2・3・8杯目(話)（2020年4月27日・5月4日・6月8日） - 汐見亮二 役
- 月曜プレミア8
  - 「信濃のコロンボ」（伊藤版）（2020年 - ） - 北川忠 役
  - 「屍活師 女王の法医学 第1作」（2021年） - 本郷武志 役

#### WOWOW
- ドラマW
  - 神様からひと言（2006年）
  - なぜ君は絶望と闘えたのか（2010年） - 伊丹貴明 役
- 連続ドラマW
  - CO 移植コーディネーター（2011年） - 手塚隆弘 役
  - メガバンク最終決戦（2016年） - 水野正吾 役
  - 楽園（2017年） - 野崎栄治 役
  - アキラとあきら（2017年） ‐ 不動公康 役
  - 北斗 -ある殺人者の回心-（2017年）- 本橋信博 役
  - 監査役 野崎修平（2018年） ‐ 林一郎 役
  - 孤高のメス（2019年） - 卜部太造 役
  - 坂の途中の家（2019年） - 青沼隆宏 役　
  - 鉄の骨（2020年） - 岸原貴之 役
  - 邪神の天秤　公安分析班（2022年）
- ヒル（2022年） - 村尾直也 役
- 連続ドラマW-30
  - 白暮のクロニクル（2024年） - 伏木修介 役[20]

### 配信ドラマ
- 新聞記者（2022年1月13日配信、Netflix）- 毛利義一 役
- ガンニバル（2022年12月28日 -、Disney+） - 諸辺警察署長 役

### 映画
- 近頃なぜかチャールストン（1981年） - 主演・小此木次郎　役
- チ・ン・ピ・ラ（1984年） - 本多一彦 役
- お葬式（1984年） - 青年 役
- ミシマ:ア・ライフ・イン・フォー・チャプターズ（1985年） - 三島由紀夫（青年期） 役
- ジャズ大名（1986年） - 赤坂和馬 役
- パイナップル・ツアーズ（1992年） - ヒデヨシ 役
- 月はどっちに出ている（1993年） - サラリーマンの男 役
- 青空に一番近い場所（1994年） - 若い教師 役
- ナチュラル・ウーマン（1994年） - 福沢洋介 役
- 私立探偵 濱マイク（1996年）
- OPEN HOUSE（1997年）
- ひみつの花園（1997年） - 江戸川 役
- 東京日和（1997年） - 平田 役
- 身も心も（1997年） - 三宅 役
- EUREKA（2001年） - 犯人 役
- TOKYO NOIR（2004年）
- いぬのえいが（2005年） - 美香の父 役
- 狼少女（2005年）
- 欲望（2005年） - 水野克利 役
- 蟬しぐれ（2005年） - 石栗弥左衛門 役
- 待合室（2006年） - 塚本浩一 役
- ハチミツとクローバー（2006年） - 喫茶店「風待ち通り」のマスター 役
- 悪夢探偵（2007年）
- ゲゲゲの鬼太郎（2007年） - 三浦晴彦 役
- ドルフィンブルー フジ、もういちど宙へ（2007年） - 仲村圭一 役
- うた魂♪（2008年） - 荻野康平（かすみの父） 役
- 休暇（2008年） - 池内大介
- 落語娘（2008年） - 藤崎秀行 役
- 真木栗ノ穴（2008年） - 森本飽夫 役
- ICHI（2008年） - 喜八 役
- 酔いがさめたら、うちに帰ろう。（2010年） - 三笠クリニック院長 役
- わたしたちがうたうとき（2011年）
- 劇場版 SPEC〜天〜（2012年4月7日） - 福冨薫 役
- インターミッション(2013年2月23日） - 鉄砲玉 役
- 劇場版 ATARU THE FIRST LOVE & THE LAST KILL（2013年9月14日） - 蛯名達夫 役
- チーム・バチスタFINAL ケルベロスの肖像（2014年3月29日） - 三船大介 役
- スイートプールサイド（2014年6月14日） - 後藤重雄 役
- ホットロード（2014年8月16日） - 高津 役
- 近キョリ恋愛（2014年10月11日）
- ワンダフルワールドエンド（2015年1月17日） - 月山卓巳 役
- この国の空（2015年8月8日） -
- 罪の余白（2015年10月3日） - 宮崎知良 役
- 禅と骨（2017年9月2日） - 志村基 役
- アイスと雨音（2018年3月3日）
- 去年の冬、きみと別れ（2018年3月10日） - 尾崎栄作 役
- 人魚の眠る家（2018年11月16日）
- レディ in ホワイト（2018年11月23日） - 如月修二 役
- WE ARE LITTLE ZOMBIES（2019年6月14日）
- 恋恋豆花（2019年2月22日）
- 朝が来る（2020年10月23日） - 浜野剛 役
- 草の響き（2021年10月8日）
- シン・ウルトラマン（2022年5月13日）[21]
- TANG タング（2022年8月11日） - 春日井実 役
- ハウ（2022年8月19日）[22]
- 釜石ラーメン物語（2023年7月8日） - 剛志 役[23]
- ほかげ（2023年11月25日）[24]
- 長崎-閃光の影で-（2025年8月1日）- 小川雄一郎 役[25][26]

### PV
- 榎本くるみ「打ち上げ花火」

### 劇場アニメ
- クジラの跳躍 Glassy Ocean（1998年、メディアボックス） - 画家のR 役

### 吹き替え
- フルメタル・ジャケット（ジョーカー 役（マシュー・モディーン））

### ラジオドラマ
- FMシアター「月の島」（2002年2月16日、NHK-FM、NHK山口放送局制作）
- 岩井俊二プロデュース 円都通信 「ひまわり」（2005年11月 - 2006年1月、TOKYO-FM） - 坂井政宗 役
- 青春アドベンチャー「プリンセス・トヨトミ」（2009年11月 - 12月、NHK-FM） - 松平元 役

### CM
- 三井のリハウス
- クラシアン

## 書籍
- 街の声を聴きに（1998年、角川書店） - 鋭くも他人への信頼に溢れる視線で街の風景や人々をつづったエッセイ集。日本文芸大賞受賞。
- 利重人格（2004年、集英社）
- ブロッコリーが好きだ。(2016年、近代文藝社)